# I'm Good at Being Bad
"I'm Good at Being Bad" é uma canção do grupo americano TLC, para seu terceiro álbum de estúdio, FanMail . A faixa foi inspirada na música "What About", de Janet Jackson, em seu álbum de estúdio The Velvet Rope de 1997, que ambos compartilhavam a dupla de produtores Jimmy Jam e Terry Lewis.
A música foi lançada como um Single promocional do álbum na época em que "No Scrubs" foi enviado para a rádio. Apesar de nunca ter recebido um lançamento oficial ou lançamento comercial, a música chegou ao top 40 na parada da Billboard Hot R&B/Hip-Hop Singles & Tracks. A seção de rap do Left Eye da música foi incluída na versão sem cortes do videoclipe de "Unpretty".